# Aphanes cornucopioides
Aphanes cornucopioides é uma espécie de planta com flor pertencente à família Rosaceae.
A autoridade científica da espécie é Lag., tendo sido publicada em Genera et species plantarum 7. 1816.

## Portugal
Trata-se de uma espécie presente no território português, nomeadamente em Portugal Continental.
Em termos de naturalidade é nativa da região atrás indicada.

## Protecção
Não se encontra protegida por legislação portuguesa ou da Comunidade Europeia.